# Raillencourt-Sainte-Olle

Raillencourt-Sainte-Olle este o comună în departamentul Nord, Franța. În 1 ianuarie 2022 avea o populație de 2.104 de locuitori.